# Neolophonotus cuthberstoni
Neolophonotus cuthberstoni är en tvåvingeart som först beskrevs av Charles Howard Curran 1934.  Neolophonotus cuthberstoni ingår i släktet Neolophonotus och familjen rovflugor.
Artens utbredningsområde är Zimbabwe. Inga underarter finns listade i Catalogue of Life.